# Mokrany Nowe
Mokrany Nowe – wieś w Polsce położona w województwie lubelskim, w powiecie bialskim, w gminie Zalesie.
W latach 1975–1998 miejscowość administracyjnie należała do województwa bialskopodlaskiego.
Wieś jest sołectwem w gminie Zalesie. Według Narodowego Spisu Powszechnego z roku 2011 wieś liczyła 84 mieszkańców.
Wierni Kościoła rzymskokatolickiego należą do parafii Przemienienia Pańskiego w Malowej Górze.

## Części wsi
| SIMC    | Nazwa     | Rodzaj             |
| ------- | --------- | ------------------ |
| 0023001 | Kopylówka | część miejscowości |